# Огнёв, Александр Васильевич
Алекса́ндр Васи́льевич Огнёв (10 июня 1925—17 мая 2016) — советский и российский писатель, литературовед, критик. Член СП СССР (1971), доктор филологических наук (1974), профессор (1977), заслуженный деятель науки РФ (1996), состоял в КПСС (1941—1991).

## Биография
Родился в д. Красненькое Максатихинского района Калининской (Тверской) обл. Учился в Кимрском педучилище, участвовал в Великой Отечественной войне. Окончил Астраханский пединститут (1950) и аспирантуру Тамбовского пединститута (1955), защитил кандидатскую диссертацию "Рассказы Сергея Антонова".
Работал преподавателем Елецкого (1955—1958), Барнаульского (1958—1965) пединститутов, доцент Саратовского пединститута (1963—1967), университета (1967—1975), заведующий кафедрой советской (с 1990 русской XX века) литературы Тверского государственного университета (1975—1995). В 1974 году защитил докторскую диссертацию "Вопросы поэтики русского советского рассказа пятидесятых-шестидесятых годов ".

## Научная деятельность
Сфера научных интересов Огнёва — поэтика современного русского рассказа. Огнёв — организатор науки в Твери, под его руководством защищены 17 кандидатских диссертаций.
Огнёв опубликовал свыше 270 работ, в том числе 10 монографий, 4 учебных пособия, две повести и ряд рассказов. Печатался в журналах «Наш современник», «Молодая гвардия», «Диалог», «Сибирские огни», «Дон», «Русская провинция», «Нева», «Октябрь», «Волга», «Русская литература», «Вопросы литературы», «Литература в школе», «Русская речь», «Алтай», «Барнаул», в научных сборниках, газетах и еженедельниках «Правда», «Правда-5», «Правда России», «Советская Россия», «Подмосковье», «Литературная Россия», «Литературная газета», «Парламентская газета», «Народная правда», «Возрождение России», «Ветеран», «Русский Восток» и других изданиях.

## Основные работы
- Сергей Антонов. — Саратов, 1968.
- О поэтике современного русского рассказа. — Саратов, 1973.
- Русский советский рассказ 50-70-х годов. — М., 1978.
- Из истории советской литературной критики. — Калинин, 1979.
- Рассказ М. Шолохова «Судьба человека». — М., 1984.
- Горький о русском национальном характере. — Тверь, 1992.
- Повесть о несовременной любви. Тверь, 1993.
- Чехов и современная русская проза. — Тверь, 1994.
- Мальчишки, мальчишки… [повесть] — Тверь, 1995.
- Михаил Шолохов и наше время. — Тверь, 1996.
- Любовь, семья и судьба России. — Тверь, 2000.
- Против лжи о Великой Отечественной войне. — Тверь, 2003.
- Традиции, война и судьба России. — Тверь, 2004.
- Кабы знали, кабы ведали: повести и рассказы. — Тверь, 2005.
- Контрреволюция и литература: сборник статей. — Тверь, 2007.